# Biel Company (político)
Gabriel Company Bauzà (San Juan, Baleares, 23 de noviembre de 1963), más conocido como Biel Company, es un político y empresario español, presidente del Partido Popular balear desde 2017 hasta 2021.
Anteriormente ocupó el cargo de consejero de Agricultura, Medio Ambiente y Territorio de la misma comunidad entre 2011 y 2015.
Está diplomado en Ciencias Empresariales por la Universidad de las Islas Baleares (UIB). Desde 2003 es el presidente de Asaja-Baleares y forma parte del Comité Ejecutivo Nacional de Asaja.
Fue el responsable del Servicio de Gestión Técnica Económica de Herbáceos, dependiente de la Consejería de Agricultura, durante la legislatura 2003-2007, a través del cual se inició y se coordinó toda la tramitación de ayudas para cultivos herbáceos de la PAC.
También ha sido coordinador durante los tres primeros años de funcionamiento de la empresa Plandisa, la única empresa en las Islas Baleares que se dedica a la producción de alfalfa deshidratada, que cuenta con la participación del Gobierno de las Islas Baleares a través de la empresa pública Semilla.
Tras la victoria electoral del Partido Popular en las elecciones al Parlamento de las Islas Baleares de 2011, donde obtuvo 35 diputados, su mayoría absoluta más holgada de la historia de la comunidad autónoma, el nuevo presidente de las islas, José Ramón Bauzá le nombró consejero de Agricultura, Medio Ambiente y Territorio, cargo que mantuvo hasta 2015, debido a los resultados de las elecciones al Parlamento de las Islas Baleares de 2015, donde el Partido Popular perdió la mayoría absoluta. No obstante, Company ha resultado elegido diputado por Mallorca en estos últimos comicios.
El 26 de marzo de 2017 fue elegido presidente del Partido Popular de las Islas Baleares, y candidato del PP a la presidencia de la comunidad en las elecciones autonómicas de 2019.
Es el segundo hijo de María Bauzà Bauzà y Gabriel Company Bauzà, ciclista profesional que obtuvo varios triunfos de etapa durante la Vuelta a España en los años 1950. Company tiene cuatro hermanos: Juan, mayor que él, y médico de profesión; Rosa, enfermera; Miguel, que sigue la tradición familiar y es agricultor; y Margarita, la menor, que en su día fue la primera fisioterapeuta de España. También es el tío del futbolista Biel Company Vives, que milita actualmente en el FC Hermannstadt de la Liga I de Rumanía.